# Albert Səlimov
Albert Səlimov –en ruso, Альберт Селимов, Albert Selimov–  (Kaspisk, URSS, 5 de abril de 1986) es un deportista azerbaiyano que compitió en boxeo.
Ganó tres medallas en el Campeonato Mundial de Boxeo Aficionado, entre los años 2007 y 2015, y dos medallas de oro en el Campeonato Europeo de Boxeo Aficionado, en los años 2006 y 2010. En los Juegos Europeos de Bakú 2015 obtuvo una medalla de oro en el peso ligero.
Participó en dos Juegos Olímpicos de Verano, en los años 2008 y 2016, ocupando el quinto lugar en Río de Janeiro 2016, en el peso ligero.

## Palmarés internacional
| Representando a Rusia      |                          |                   |           |
| Campeonato Mundial         |                          |                   |           |
| Año                        | Lugar                    | Medalla           | Categoría |
| 2007                       | Chicago (Estados Unidos) | Medalla de oro    | 57 kg     |
| 2009                       | Milán (Italia)           | Medalla de bronce | 60 kg     |
| Campeonato Europeo         |                          |                   |           |
| Año                        | Lugar                    | Medalla           | Categoría |
| 2006                       | Plovdiv (Bulgaria)       | Medalla de oro    | 57 kg     |
| 2010                       | Moscú (Rusia)            | Medalla de oro    | 60 kg     |
| Representando a Azerbaiyán |                          |                   |           |
| Campeonato Mundial         |                          |                   |           |
| Año                        | Lugar                    | Medalla           | Categoría |
| 2015                       | Doha (Catar)             | Medalla de plata  | 60 kg     |
| Juegos Europeos            |                          |                   |           |
| Año                        | Lugar                    | Medalla           | Categoría |
| 2015                       | Bakú (Azerbaiyán)        | Medalla de oro    | 60 kg     |